# Лаккенбах
Лаккенбах (нем. Lackenbach) — коммуна (нем. Gemeinde) в Австрии, в федеральной земле Бургенланд.
Входит в состав округа Оберпуллендорф. Население составляет 1120 человек (на 31 декабря 2005 года). Занимает площадь 18,1 км². Официальный код — 10808.

## Политическая ситуация
Бургомистр коммуны — Хайнрих Дорнер (СДПА) по результатам выборов 2007 года.
Совет представителей коммуны (нем. Gemeinderat) состоит из 19 мест.
- СДПА занимает 12 мест.
- АНП занимает 7 мест.

## История
Изначально город представлял собой замок. Город до 1867 года входил в Австрийскую империю, с 1867 по 1918 годы — в Австро-Венгрию, Королевство Венгрия.

## Достопримечательности
Самая главная достопримечательность Лакенбаха — замок. В нём находится городской музей. Замок ежегодно посещает множество туристов.

## Экономика
Основа экономики города — туризм.

## Уроженцы Лакенбаха
- Юлиус Дойч — известный австрийский политик, член Социал-демократической партии Австрии